# Philogenia minteri
Philogenia minteri är en trollsländeart som beskrevs av Sidney Warren Dunkle 1986. Philogenia minteri ingår i släktet Philogenia och familjen Megapodagrionidae. Inga underarter finns listade i Catalogue of Life.